# كوكب الموتى

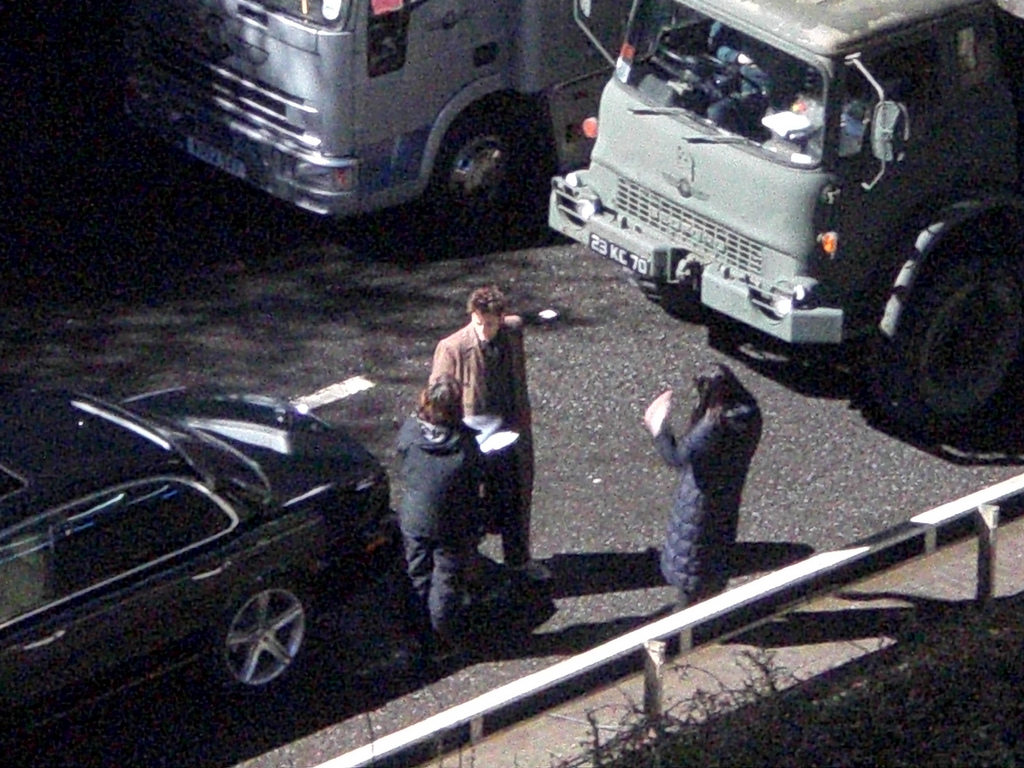

«كوكب الموتى» هي الحلقة الثانية من خمس حلقات خاصة من مسلسل الخيال العلمي البريطاني «دكتور هو» الذي بث بين رأس سنة 2008 وبداية السنة الجديدة 2010. بُثّ في الوقت ذاته على «بي بي سي ون» و«بي بي سي إتش دي» في 11 أبريل 2009. كانت العروض الخاصة خاتمة للممثل الرئيس ديفيد تينانت بوصفه الطبيب العاشر. وانضمت إليه في الحلقة الممثلة ميشيل رايان التي تؤدي دور السيدة كريستينا دي سوزا، رفيقة الدكتور مرة واحدة. شارك في كتابة الحلقة راسل تي ديفيز وغاريث روبرتس، وهي أول شراكة في الكتابة منذ بدء العرض سنة 2005. «كوكب الموتى» هي القصة 200 «لدكتور هو».
تصور الحلقة كريستينا تهرب من الشرطة من سرقة المتحف عندما تستقل حافلة تسافر بطريق الخطأ من لندن إلى كوكب سان هيليوس الصحراوي، محاصرةً إياها والدكتور والعديد من الركاب على متن السيارة المتضررة. بعد وفاة سائق الحافلة في محاولة للعودة إلى الأرض، تحاول فرقة عمل الاستخبارات الموحدة، برئاسة الكابتن إيريسا ماغامبو -نوما دوميزويني- والمستشار العلمي مالكولم تايلور -لي إيفانز، إعادة الحافلة مع منع سباق من الأجانب الساعة المعدنية من تشكيل تهديد للأرض. بنهاية الحلقة، يسلم أحد الركاب تحذيرًا إلى الدكتور بأنه «سيطرق أربع مرات»، منبهًا إلى العروض الثلاثة الخاصة المتبقية.
«كوكب الموتى» كانت أولى حلقات «دكتور هو» التي صُورت بدقة عالية، بعد رد فعل إيجابي على الجودة البصرية لمسلسل تورشوود، والقابلية المالية للتلفزيون عالي الدقة أقنعت فريق الإنتاج بتبديل الشكل. لضمان أن مشاهد الصحراء تبدو واقعية قدر الإمكان، صوّر فريق الإنتاج في دبي مدة ثلاثة أيام، وإرسال العديد من الوسائل، متضمنةً حافلة بريستول من طابقين من عام 1980، إلى الإمارات العربية المتحدة للتصوير. بعد أن تعرضت الحافلة لأضرار غير مقصودة في دبي بسبب حاوية شحن، أعاد ديفيز كتابة النص لتفسير الضرر في السرد.

## الحبكة
تسرق السارقة السيدة كريستينا دي سوزا كأسًا ذهبية تعود للملك أونيه ثيلستان من متحف لندن وتقفز على حافلة من طابقين. ينضم الدكتور العاشر لاحقًا لها والركاب الآخرين، قبل أن تمر الحافلة عبر ثقب دودي وينتهي بها المطاف على رمال كوكب سان هيليوس. ويدرس الطبيب الثقب الدودي ويقرر أن الحافلة حمتهم من آثاره مثل قفص فاراداي، وقد فات الأوان على منع السائق من العودة عبره. وعندما ظهر الهيكل العظمي للسائق على الأرض، تنبهت قوات الوحدة بقيادة النقيب إيريسا ماغامبو وبمساعدة المستشار العلمي مالكولم تايلور.
يتصل الطبيب بالوحدة لتنسيق الجهود حول كيفية إعادة الركاب الآخرين بأمان إلى الأرض. الطبيب وكريستينا يستكشفان قدمًا في حين يحاول الآخرون إصلاح الحافلة، يكتشف الدكتور وكريستينا عاصفة رملية في الأفق عندما يقابلهما اثنان من الترايتوفوريس، اللذان يأخذانهما إلى سفينتهما الفضائية المحطمة. شرحا أنهما كانا يوصلان شحنة إلى سان هيليوس، التي كانت تؤوي مليارات الناس حديثًا، الدكتور جعلهم يفحصون العاصفة الرملية المقتربة ويجدونها حقًا سرب من المخلوقات الفضائية الشبيهة بالبلاغة التي تدمر النظام البيئي. يشك بأنهم يولدون الثقب الدودي للسفر إلى كوكبهم القادم للتغذي به، ويجب أن يسرعوا ويغلقوا الثقب الدودي قبل أن يتمكنوا من الوصول إلى الأرض. تستخدم كريستينا مهاراتها في السرقة للحصول على بلورة قوية وتصاعدها من سفينة تريتوفور، ولكنها توقظ بطريق الخطأ راي فضائي لاسع يستهلك التريتوفوريس.
مع اقتراب السرب منهم، يستخدم الطبيب جهاز الكريستال، وهو جهاز مضاد للجاذبية، لتمكين الحافلة من الطيران، لكن للسيطرة عليه، يقنع كريستينا لإعطائه الكأس الذهبية، التي يطرقها إلى أسفل لربط مفاتيح تحكم الحافلة مع المثقبات. يطيرون عائدين عبر الثقب الدودي، وأغلقه مالكولم وماغامبو، لكن قبل أن يتسلل ثلاثة من الأشعة الحارقة التي ترسلها الوحدة بسرعة قُبض على كريستينا. تطلب من الطبيب أخذها معه، لكنه يرفض، ومع ذلك، سمح لها بالهرب على متن الحافلة قبل أن تتمكن السلطات من إيقافها. عندما يغادر الدكتور، كارمن، وهي راكبة لديها قدرات نفسية منخفضة المستوى، لديها هاجس بأن «أغنية الدكتور تنتهي وسوف يطرق أربع مرات».

## الإنتاج

### الكتابة والتمثيل
شارك راسل تي ديفيز في كتابة الحلقة مع غاريث روبرتس، أول شراكة في كتابة البرنامج منذ إحيائه عام 2005. «كوكب الموتى» كان خروجًا عن قصص روبرتس المعتادة -إذ كان روبرتس يكتب سابقًا فقط قصصًا زائفة -وتألف بدلًا من ذلك من عناصر الخيال العلمي البري من مهنته الأدبية وخياله المراهق. لم يكن للحلقة مفهوم واضح -مثل شكسبير والساحرات في «شفرة شكسبير» أو أجاثا كريستي وغموض القتل في «وحيد القرن والدبابير» -وبدلًا من ذلك كانت «صراعًا متعمدًا مع العديد من العناصر المتفرقة». وأوضح روبرتس أنه كان حذرا لضمان أن كل عنصر يجب أن «يشعر بالدقة والتعريف، مثلما عنينا ذلك»، مستشهدين بقوس اللانهاية التسلسلي مثالًا لعدم إنفاذ هذه السيطرة. تتضمن الحلقة سمة مشتركة لكتابات ديفيز في أنه لا يوجد خصم واضح: التريتوفور متعاطفون في نهاية المطاف مع الأبطال والأشعة اللاسعة تتبع فقط الضرورة البيولوجية.
على عكس عروض عيد الميلاد الخاصة، لم يتأكد موضوع عيد الفصح في القصة، تضمنت الحلقة فقط «إشارة عابرة» عن العيد بدلًا من «أرانب آلية تحمل سلال مليئة بقنابل البيض القاتلة». كلمة الحلقة المفرحة تأثرت بإدراك ديفيز أن «كل قصة منذ حرائق بومبي كانت ذات نوعية حلوة ومريرة»، ورغبته اللاحقة في تجنب تكرار الموضوع. كانت نقطة الانطلاق هي رواية روبرتس الأولى «العلم الأعلى». أحب ديفيز صورة القطار على كوكب صحراوي وأعاد كتابة القطار ليصبح حافلة. ومع ذلك أكد ديفيز أنه لم يكن «تكييفًا على هذا النحو» لأن عناصر عرضية كانت دائمًا تُصور وتضاف.

## التصوير
بدأ الإنتاج الأولي في العروض الأربعة الخاصة في 20 نوفمبر 2008 -قبل أربعة أيام من الموعد المحدد- لأن تصوير الحلقة في الخارج في دبي يتطلب وقت تخطيط إضافيًا. بعد أسبوعين، كان فريق الإنتاج في جولة استطلاعية من أجل العرض الخاص وتمت المسودة النهائية للنص. فحص فريق الإنتاج مواقع في الخارج لتصوير الحلقة لأنهم أرادوا أن تبدو المناظر «حقيقية» واعتقدوا أنهم لن يتمكنوا من التصوير على شاطئ ويلز شتاءً. بعد فحص بلدان مثل المغرب وتونس، قرر فريق الإنتاج التصوير في دبي لأن المنطقة كانت أكثر ودية لصناعة التصوير، ومواقع التصوير القابلة للحياة كانت أقرب إلى المناطق الحضرية من المواقع الأخرى.
بدأ الإنتاج في 19 يناير في ويلز. كانت الحلقة الخاصة أول حلقة من حلقات الدكتور هو تُصوّر بدقة تلفزيونية عالية الوضوح. وكان الانتقال إلى برنامج إتش دي قد قوبل سابقًا بمقاومة لسببين رئيسيين هما: عندما أُعيد تنشيط البرنامج سنة 2005، لم يكن التلفزيون عالي الوضوح مُستخدمًا لدى نسبة كافية من الجمهور ليمكن الاستمرار من الناحية المالية. والمؤثرات الخاصة كانت أغلى بكثير في إنتاجها في الوضوح العالي مقارنةً بالتحديد المعياري. استخدم «كوكب الموتى» تحولًا إلى إتش دي بسبب انخفاض الجدول الزمني للعرض سنة 2009 ولزيادة خبرة طاقم التصوير بالمعدات في أثناء تصوير تورشوود.
بدأ التصوير في المتحف الوطني في كارديف، «الموقع الأول» الذي تضاعف لمتحف التاريخ الذي صُوّر في المشهد الأول للحلقة. ولتصوير النفق الذي يقتحمه الباص، أُغلق نفق بوابة الملكة على الطريق A4232 في بوتتاون «الموقع الثاني» 4 ليال لتصوير الفيلم. آخر جزء رئيسي من الفيلم في ويلز كان في مصانع الصلب المغلقة مير -الفاستيل سابقًا- في نيوبورت، «الموقع الثالث» التي تضاعف تقريبا دون تغيير لسفينة تريتوفور الفضائية. تم تصوير مشاهد تقع أحداثها في شارع أكسفورد في لندن في شارع سانت ماري، كارديف. وجرى التصوير في ذروة تساقط الثلوج في بريطانيا العظمى في فبراير 2009، أدت درجات الحرارة دون الصفر إلى إبطاء التصوير وكان لها تأثير واضح في الطاقم. ولاستيعاب الظروف المعاكسة، أدرج ديفيز خطًا في النص يوضح أن سفينة تريتوفور الفضائية تبرد مع زيادة درجات الحرارة الخارجية.

### القصة 200
أُعلن عن «كوكب الموتى» بوصفه القصة 200 للدكتور هو. اعترف الكاتب راسل تي ديفيز بأن التسمية كانت تعسفية ومثيرة للجدل، استنادًا إلى كيفية حساب المعجبين لسلسلة شادا غير المكتملة، وهي سلسلة من 14 جزءًا من الموسم محاكمة تايم لورد، والخاتمة من السلسلة الثالثة تتألف من «يوتوبيا»، «صوت الطبول» و «آخر سادة الوقت». لم يوافق ديفيز شخصيًا على حساب محاكمة تايم لورد سلسلةً واحدة، محتجًا بأنها بدت له كأربع قصص، وجمع «المدينة الفاضلة» بحلقاتها التالية، لكنه وافق على أنها مجرد رأي لا يتجاوز أي رأي آخر. أدخل غاريث روبرتس إشارة إلى المبنى -تحديدًا، رقم الحافلة هو 200 -وأرسل ديفيز فريق الدعاية في المعرض إلى الإعلان عن البرنامج الخاص بهذه الطريقة. اعترف توم سبيلسبري رئيس تحرير مجلة الدكتور هو بالجدل في العدد 407 من المجلة، التي أجرت استبيانًا للقراء حول 200 قصة.